# Orbec
Orbec és un municipi francès situat al departament de Calvados i a la regió de Normandia. L'any 2007 tenia 2.400 habitants.

## Demografia

### Població
El 2007 la població de fet d'Orbec era de 2.400 persones. Hi havia 1.016 famílies de les quals 400 eren unipersonals (168 homes vivint sols i 232 dones vivint soles), 296 parelles sense fills, 260 parelles amb fills i 60 famílies monoparentals amb fills.
La població ha evolucionat segons el següent gràfic:
Habitants censats

### Habitatges
El 2007 hi havia 1.233 habitatges, 1.046 eren l'habitatge principal de la família, 64 eren segones residències i 123 estaven desocupats. 892 eren cases i 333 eren apartaments. Dels 1.046 habitatges principals, 470 estaven ocupats pels seus propietaris, 553 estaven llogats i ocupats pels llogaters i 23 estaven cedits a títol gratuït; 26 tenien una cambra, 120 en tenien dues, 260 en tenien tres, 296 en tenien quatre i 344 en tenien cinc o més. 587 habitatges disposaven pel capbaix d'una plaça de pàrquing. A 558 habitatges hi havia un automòbil i a 245 n'hi havia dos o més.

### Piràmide de població
La piràmide de població per edats i sexe el 2009 era:
| Homes | Edats   | Dones |
| ----- | ------- | ----- |
| 0     | 95 o +  | 8     |
| 8     | 90 a 94 | 20    |
| 8     | 85 a 89 | 56    |
| 24    | 80 a 84 | 36    |
| 44    | 75 a 79 | 84    |
| 52    | 70 a 74 | 76    |
| 100   | 65 a 69 | 96    |
| 72    | 60 a 64 | 72    |
| 64    | 55 a 59 | 68    |
| 56    | 50 a 54 | 48    |
| 80    | 45 a 49 | 76    |
| 92    | 40 a 44 | 48    |
| 56    | 35 a 39 | 80    |
| 96    | 30 a 34 | 112   |
| 100   | 25 a 29 | 80    |
| 80    | 20 a 24 | 76    |
| 64    | 15 a 19 | 96    |
| 64    | 10 a 14 | 72    |
| 80    | 5 a 9   | 80    |
| 88    | 0 a 4   | 80    |

## Economia
El 2007 la població en edat de treballar era de 1.365 persones, 941 eren actives i 424 eren inactives. De les 941 persones actives 820 estaven ocupades (443 homes i 377 dones) i 121 estaven aturades (59 homes i 62 dones). De les 424 persones inactives 124 estaven jubilades, 117 estaven estudiant i 183 estaven classificades com a «altres inactius».

### Ingressos
El 2009 a Orbec hi havia 1.034 unitats fiscals que integraven 2.252 persones, la mediana anual d'ingressos fiscals per persona era de 14.613 €.

### Activitats econòmiques
Dels 181 establiments que hi havia el 2007, 3 eren d'empreses extractives, 10 d'empreses alimentàries, 8 d'empreses de fabricació d'altres productes industrials, 14 d'empreses de construcció, 44 d'empreses de comerç i reparació d'automòbils, 5 d'empreses de transport, 17 d'empreses d'hostatgeria i restauració, 1 d'una empresa d'informació i comunicació, 9 d'empreses financeres, 9 d'empreses immobiliàries, 17 d'empreses de serveis, 27 d'entitats de l'administració pública i 17 d'empreses classificades com a «altres activitats de serveis».
Dels 51 establiments de servei als particulars que hi havia el 2009, 1 era una oficina d'administració d'Hisenda pública, 1 gendarmeria, 1 oficina de correu, 5 oficines bancàries, 1 funerària, 4 tallers de reparació d'automòbils i de material agrícola, 1 taller d'inspecció tècnica de vehicles, 1 autoescola, 4 paletes, 3 guixaires pintors, 4 fusteries, 3 lampisteries, 3 perruqueries, 2 veterinaris, 10 restaurants, 4 agències immobiliàries, 1 tintoreria i 2 salons de bellesa.
Dels 28 establiments comercials que hi havia el 2009, 1 era un hipermercat, 1 una gran superfície de material de bricolatge, 2 botiges de menys de 120 m², 5 fleques, 4 carnisseries, 1 una botiga de congelats, 2 llibreries, 4 botigues de roba, 1 una botiga d'equipament de la llar, 1 una botiga de mobles, 1 una botiga de material de revestiment de parets i terra, 1 una perfumeria i 4 floristeries.
L'any 2000 a Orbec hi havia 17 explotacions agrícoles que ocupaven un total de 693 hectàrees.

## Equipaments sanitaris i escolars
El 2009 hi havia 1 hospital de tractaments de mitja durada (seguiment i rehabilitació), 1 un hospital de tractaments de llarga durada, 2 farmàcies i 2 ambulàncies.
El 2009 hi havia 2 escoles maternals i 2 escoles elementals. Orbec disposava de 2 col·legis d'educació secundària amb 648 alumnes.

## Poblacions més properes
El següent diagrama mostra les poblacions més properes.